# Allan Widman
Karl Allan Fredrik Widman, född 20 mars 1964 i Lösens församling, Blekinge län, är en svensk politiker (liberal). Han var ordinarie riksdagsledamot 2002–2022, invald för Malmö kommuns valkrets. Widman var ordförande i EU-nämnden 2012–2014, försvarsutskottet 2014–2018 och sammansatta utrikes- och försvarsutskottet 2015. Han har varit försvarspolitisk talesperson för Liberalerna  och partiets gruppledare i Malmö kommun. Till yrket är Widman advokat.
Allan Widman är sedan 1 maj 2023 landshövding i Kalmar län.

## Biografi
Som nybliven riksdagsledamot efter valet 2002 blev Widman ledamot i försvarsutskottet, suppleant i bostadsutskottet och suppleant i OSSE-delegationen, ett uppdrag som löpte mandatperioden ut. I september 2004 lämnade Widman bostadsutskottet för att istället bli suppleant i utrikesutskottet, vilket han förblev till och med valet 2006. Från december 2005 fram till valet 2006 var Widman även suppleant i konstitutionsutskottet. Efter valet 2006 blev Widman vice gruppledare för Folkpartiet i riksdagen, ledamot i krigsdelegationen, ersättare i riksdagsstyrelsen och suppleant i utrikesnämnden. I februari 2010 kom Widman även att bli ledamot i riksbanksfullmäktige. Efter valet 2010 återkom Widman som suppleant i konstitutionsutskottet. 
Efter valet 2014 valdes Allan Widman till ordförande i försvarsutskottet och till suppleant i konstitutionsutskottet.
Han kandiderade inte för omval till riksdagen 2022.
Widman är bosatt i Malmö, är gift och har tre barn.

### Försvarspolitiker
Allan Widman var under många år försvarspolitisk talesperson för Liberalerna, och satt 2008 med i Genomförandegruppen. Han driver sedan år 2009 en blogg efter att en annan blogg inriktad på försvarsfrågor plötsligt försvann från nätet efter avslöjande publiceringar om svagheter i Jas Gripens kommunikationssystem.
Widman har tidigare uttalat sig kritiskt kring Jas Gripen-projektet, som han i en debattartikel från år 2008 menade hade blivit mer fokuserat på industri- och exporthänsyn än den faktiska nyttan vad gäller luftförsvaret. Han skrev att utgångspunkten "bör vara att Jas Gripen är den enskilt viktigaste komponenten i vårt luftförsvar, inte ett industripolitiskt projekt med orealistiska exportförväntningar."
Allan Widman utbildade sig efter värnplikten till reservofficer och var anställd som sådan vid Kronobergs regemente (I 11) i Växjö till dess nedläggning. Widman är numera reservofficer vid Artilleriregementet i Boden.
Widman var tidigt anhängare av ett svenskt medlemskap i Nato och kritiserade Socialdemokraterna för att de bedrev en försvarspolitik som inneburit att "Sverige närmat sig Nato utan att detta öppet och ärligt redovisats för folket".